# Schloss Tworkau
Das Schloss Tworkau (polnisch Pałac w Tworkowie) ist die Ruine eines Schlosses in Tworków (deutsch Tworkau) in der Gemeinde Krzyżanowice (Kreuzendorf) im Powiat Raciborski (Kreis Ratibor) in der Woiwodschaft Schlesien in Polen. Historisch gehörte es bis 1318 zum přemyslidischen Herzogtum Troppau und danach zum Herzogtum Ratibor.

## Geschichte
Wahrscheinlich bestand an der Stelle des Schlosses bereits im 13. Jahrhundert ein Festes Haus ohne Wohnfunktion. Eine erste bewohnte Burg wurde vermutlich unter den Herren von Tworkau erbaut, die von 1305 bis ins 15. Jahrhundert nachweisbare Besitzer waren. Zwischen 1567 und 1585 ließen die Herren von Wyskota die Burg zu einem Renaissanceschloss umbauen. Im Jahr 1685 wurde das Schloss durch einen Ostflügel erweitert.
Weitere Besitzer waren u. a. die Adelsfamilien Gaschin (ab 1557) und von Reisswitz. Im Jahre 1752 kaufte Gottlieb Leopold von Eichendorff (1727–1768) die Herrschaft. Sein einziger Sohn Johann Friedrich von Eichendorff wurde 1760 auf dem Schloss geboren und erbte den Besitz nach dem Tod des Vaters. Johann Friedrich von Eichendorff fühlte sich auf dem Schloss Tworkau nicht wohl und ließ ab 1789 in Schillersdorf ein neues Schloss errichten. Zu Beginn des 19. Jahrhunderts ließ Johann Friedrich von Eichendorff um das Schloss einen Park anlegen.
Letzte Gutsbesitzer waren ab 1841 die Grafen von Saurma-Jeltsch. Der Politiker und Industrielle Franz von Ballestrem heiratete am 21. Juni 1858 auf Schloss Tworkau Hedwig Gräfin von Saurma, Freiin von und zu der Jeltsch (* 12. November 1838 in Breslau, Niederschlesien; † 5. März 1915 ebenda), die Tochter des Gustav Graf von Saurma, Freiherr von und zu der Jeltsch (1797–1879) und der Anna Gräfin von Schaffgotsch genannt Semperfrei (1800–1859).
Zwischen 1872 und 1874 erfolgte ein Umbau des Schlosses nach Plänen des Architekten Karl Heidenreich. Die Innenausstattung bestand aus geschnitzten Möbeln sowie einer Sammlung von Rüstungen und Gemälden.
Nach einem Brand im Jahre 1931 wurde das schwer beschädigte Schloss nicht mehr instand gesetzt. Zum Ende des Zweiten Weltkrieges brannte das Schloss 1945 weitgehend aus. Im Jahre 1946 wurde es als zu 90 % zerstört beschrieben. Im Jahre 2018 begann der heutige Eigentümer – die Gemeinde Krzyżanowice – mit ersten Rekonstruktions- und Sicherungsarbeiten an der Ruine.

Panorama
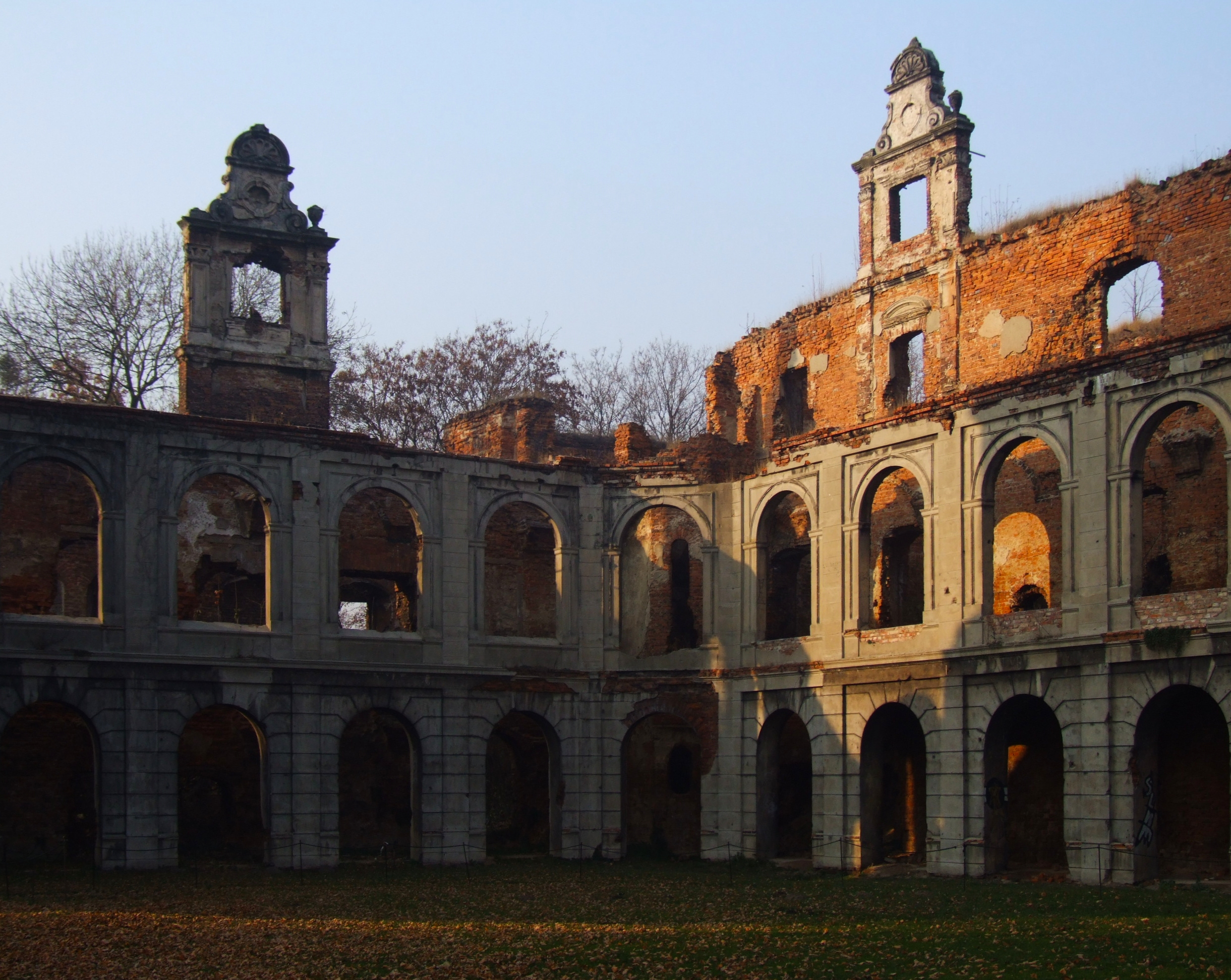
Zerstörte Arkadengänge rund um den ehemaligen Innenhof
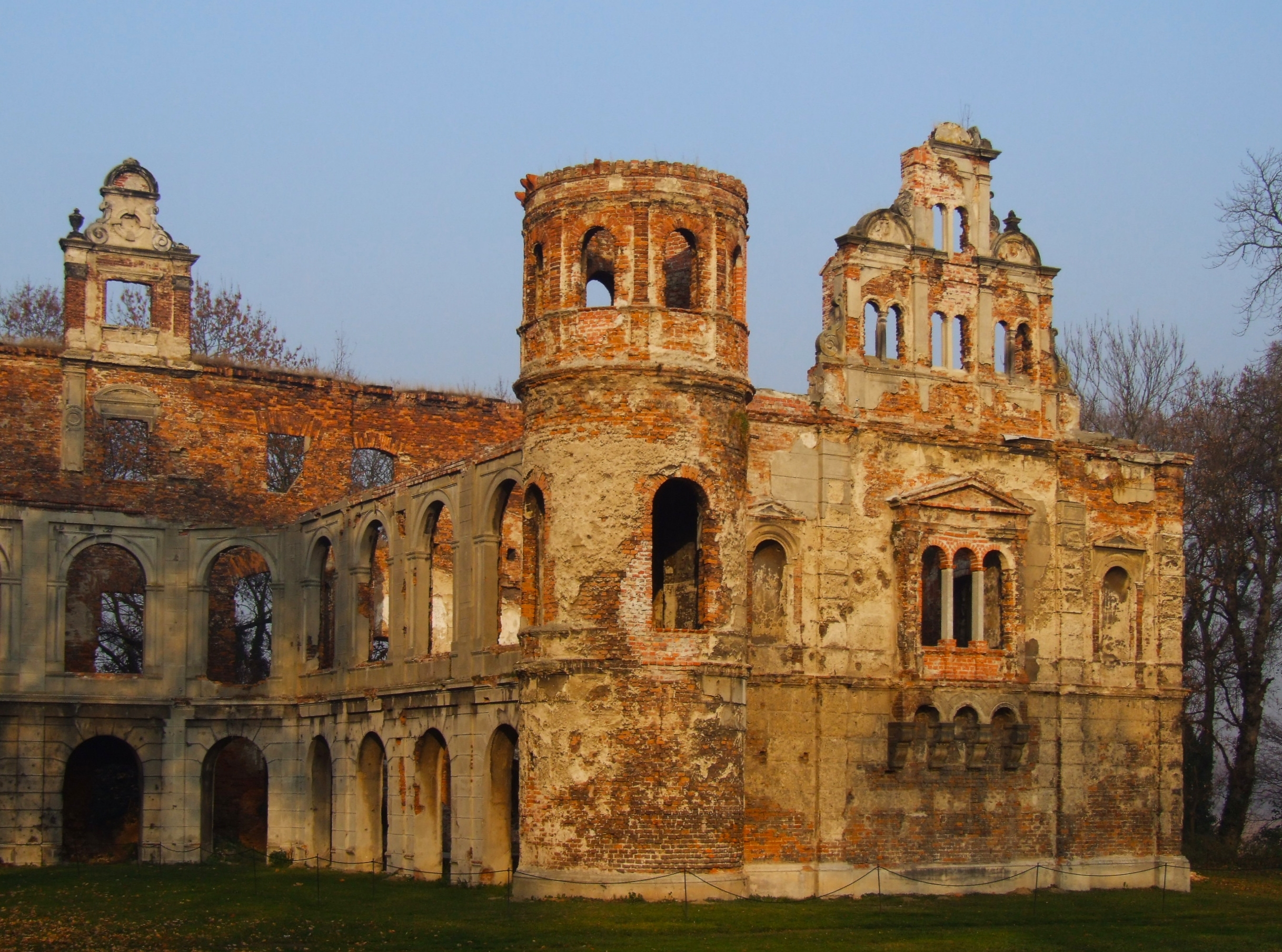
Ruinen des Ostflügels
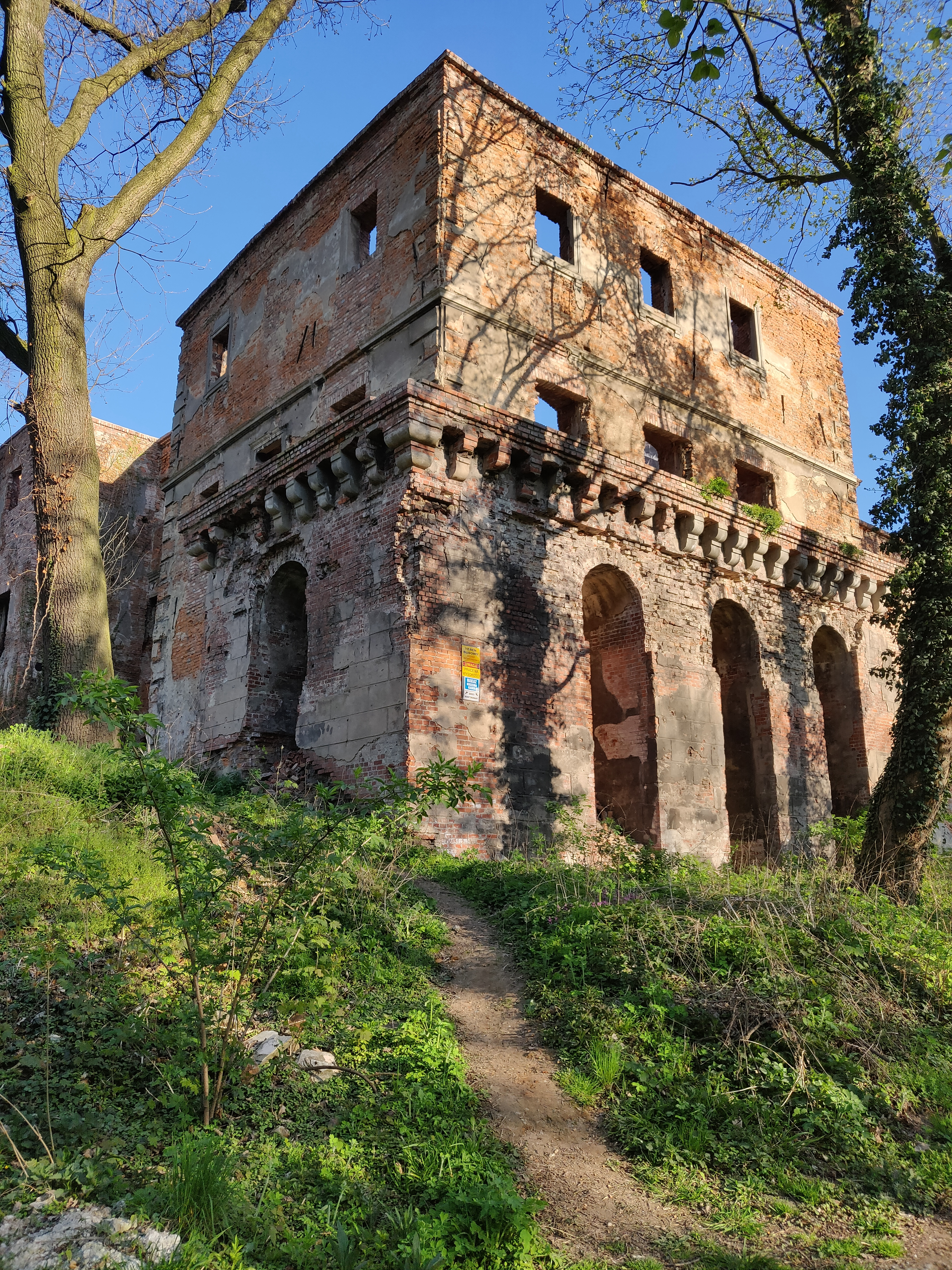
Blick von Westen

## Legenden
Der Legende nach soll ein Geheimgang vom Schloss nach der Wallfahrtskirche St. Urban bei dem Weiler Brzeziak führen.